# Zaren-Pokal 1940
Der Zaren-Pokal 1940 war die dritte Austragung des Pokalwettbewerbs im Fußball in Bulgarien. Pokalsieger wurde der FK '13 Sofia. Das Team setzte sich im Finale gegen den Sportklub Plowdiw durch.
Das Endspiel sollte zunächst gegen den FK Lewski Russe stattfinden. Am 9. Oktober lehnte die Mannschaft die Teilnahme wegen Streitigkeiten über die Reisekosten nach Sofia mit dem Fußballverband ab. Nach der Weigerung, am Finale teilzunehmen, wurde der SC Plowdiw zum Endspiel eingeladen. 

## Modus
In allen Runden wurde der Sieger in einem Spiel ermittelt. Stand es nach der regulären Spielzeit von 90 Minuten unentschieden, kam es zur Verlängerung von zweimal 15 Minuten. Falls danach immer noch kein Sieger feststand, wurde das Spiel wiederholt.

## Teilnehmer
| - Benkowski Widin - Skobelew-Poeda 39 Plewen - FK Botew Chaskowo - FK Botew Jambol | - Lewski Dupniza - FK Lewski Russe - FK Orlowez Gabrowo - FK Pobeda Warna - Sportklub Plowdiw | - FK '13 Sofia - Swetkawiza Targowischte - FK Trizwet Tschirpan - Zar Krum Bjala Slatina |

## Achtelfinale
|                          | Ergebnis |                         |
| ------------------------ | -------- | ----------------------- |
| Benkowski Widin          | 1:0      | Zar Krum Bjala Slatina  |
| FK Orlowez Gabrowo       | 1:5      | FK Pobeda Warna         |
| Lewski Dupniza           | 0:1      | Sportklub Plowdiw       |
| FK Trizwet Tschirpan     | 6:0      | FK Botew Chaskowo       |
| FK Lewski Russe          | 8:1      | Swetkawiza Targowischte |
| FK '13 Sofia             | Freilos  |                         |
| Skobelew-Poeda 39 Plewen | Freilos  |                         |
| FK Botew Jambol          | Freilos  |                         |

## Viertelfinale
|                   | Ergebnis |                          |
| ----------------- | -------- | ------------------------ |
| FK Pobeda Warna   | 1:0      | Skobelew-Poeda 39 Plewen |
| FK '13 Sofia      | 7:2      | FK Botew Jambol          |
| Sportklub Plowdiw | 4:1      | FK Trizwet Tschirpan     |
| Benkowski Widin   | 1:4      | FK Lewski Russe          |

## Halbfinale
|                 | Ergebnis |                     |
| --------------- | -------- | ------------------- |
| FK Lewski Russe | 2:0      | Sportklub Plowdiw 1 |
| FK '13 Sofia    | 2:0      | FK Pobeda Warna     |

## Finale
| Paarung           | FK '13 Sofia – Sportklub Plowdiw |
| Ergebnis          | 2:1 (1:1) |
| Datum             | 3. Oktober 1940 |
| Stadion           | Lewski Stadion, Sofia |
| Zuschauer         | 5.000 |
| Schiedsrichter    | Stefan Tschumpalow |
| Tore              | 1:0 Dimitar Nikolaew (13., Eigentor) 1:1 Stojan Basowski (27.) 2:1 Krum Stoitschkow (85.)                                                                                                   |
| FK '13 Sofia      | Carlo Nedjalkow – Jordan Iliew, Stojan Basowski – Boris Pentschew, Petar Petrow, Trajko Krastanow – Nikola Nikolow, Dimitar Nikolaew, Borislaw Asparuchow, Krum Stoitschkow, Boris Kamenski |
| Sportklub Plowdiw | Dimitar Antonow – Toma Tomow, Dimitar Batimow – Asparuch Karajanew, Christo Bachwarow , Iwan Lasarow – Christo Popow, Metodi Karajanew, Swetoslaw Matanow, Atanas Todorow, Stefan Paunow    |